# Efficacité politique
L'efficacité politique, en science politique, est la confiance des citoyens dans leur capacité à changer le gouvernement et la conviction qu'ils peuvent comprendre et influencer les affaires politiques. Il est généralement mesuré par des enquêtes et est utilisé comme indicateur de la santé générale de la société civile.

## Description du concept
L'efficacité politique des citoyens peut s'exprimer de multiples façons : à travers les médias, en ayant le droit de manifester, en pouvant créer des pétitions et en organisant des élections libres et équitables. Leur absence se traduit généralement par la violence et est un effet secondaire d'une faible efficacité politique, et donc du sentiment qu'un citoyen est impuissant dans son propre pays.
Le sentiment d'efficacité est fortement corrélé à la participation à la vie sociale et politique ; cependant, les études n'ont montré aucune relation entre la confiance du public dans le gouvernement ou les dirigeants politiques et le vote. Il a été constaté que l'efficacité politique polarisait les préférences politiques. Il a été constaté que les personnes ayant une efficacité relativement élevée expriment des préférences politiques plus conformes à leur orientation idéologique et plus extrêmes ; et les personnes peu efficaces ont tendance à exprimer des préférences politiques plus modérées. Ces résultats proviennent à la fois d'études expérimentales et d'études observationnelles.  
Il existe deux types d'efficacité politique : l'efficacité interne (la conviction que l'on peut comprendre la politique et donc participer à la politique) et l'efficacité externe (que le gouvernement répondra à ses demandes).